# Mike Stensrud
Mike Stensrud (Forest City, Iowa; 19 de febrero de 1956-23 de agosto de 2024) fue un jugador de fútbol americano y político estadounidense que jugó once temporadas con cinco equipos en la NFL en las posiciones de defensive end y defensive tackle.

## Carrera

### Universitario
A nivel universitario jugó para los Iowa State Cyclones donde originalmente fue reclutado como baloncestista, con los que logró estar en el segundo equipo All-American en 1978, dos veces seleccionado en el primer equipo de la conferencia y una vez dentro del segundo equipo de la conferencia.

### Profesional
Fue seleccionado en la posición 31 de la segunda ronda del Draft de la NFL de 1979 por los Houston Oilers, equipo con el que jugó sus seis primeras temporadas como profesional, y luego jugó con Minnesota Vikings (1986), Tampa Bay Buccaneers (1987), Kansas City Chiefs (1988) y se retiró en 1989 con los Washington Redskins.

## Tras el retiro
Luego de retirarse como jugador, Stensrud se mudó a Houston, Texas, pero a causa de su esposa Laura, Stensrud se mudó a su ciudad natal Lake Mills, Iowa donde trabajó como leñador. En el 2000 Stensrud se convirtió en miembro del Iowa State Cyclones Hall of Fame.
Después Stensrud pasó a ser coach del Lake Mills High football team donde jugaba su hijo Andy, quien sería reclutado por los Iowa State Cyclones como baloncestista.
Mike Stensrud trabajó en la junta de supervisores de Winnebago County de 2009 a 2020. Stensrud era miembro del Partido Republicano, y venció a Gary Ludwig en las primarias del partido en 2016, pero luego perdió ante el representante demócrata Mike Huan en las elecciones generales, con quien perdería de nuevo en 2020.